# Riki Lindhome

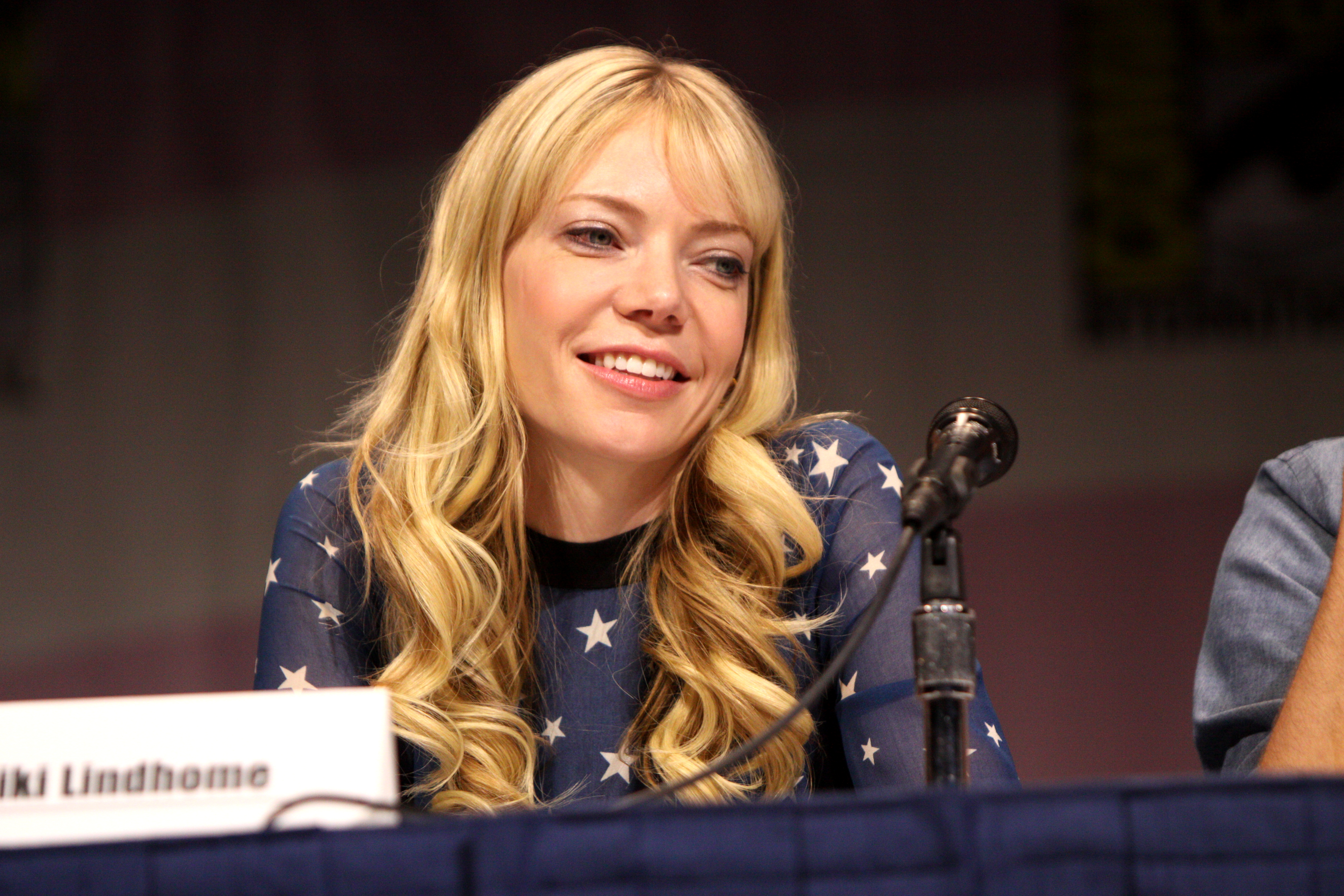
Riki Lindhome (2013)

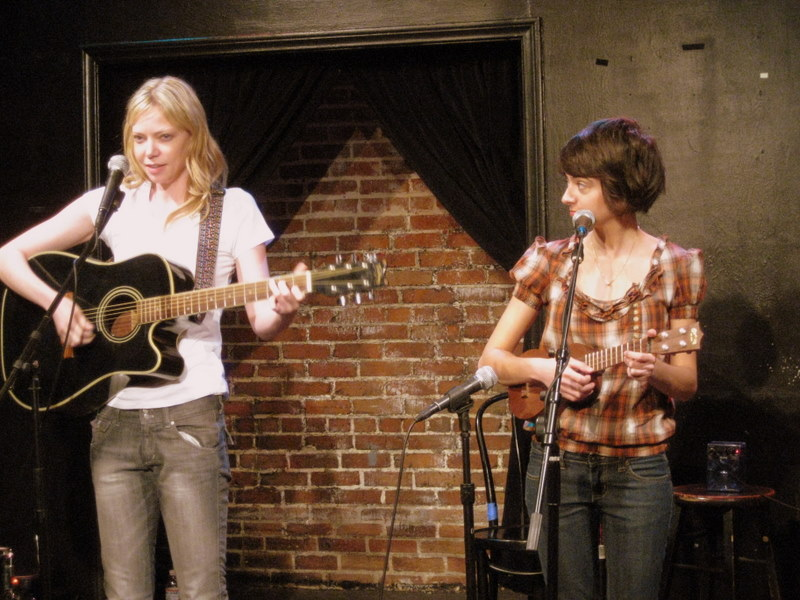
Riki Lindhome (links) und Kate Micucci (2009)

Riki Lindhome (* 5. März 1979 in Coudersport, Pennsylvania) ist eine US-amerikanische Komikerin, Drehbuchautorin, Filmproduzentin, Schauspielerin und Musikerin. Gemeinsam mit Kate Micucci spielt sie in der Comedy-Band Garfunkel and Oates.

## Leben
Lindhome studierte an der Syracuse University in Syracuse, New York, wo sie auch als Komikerin in einer Sketch-Comedy-Gruppe debütierte. Nach ihrem Studium war sie zunächst als Schauspielerin in der kalifornischen Theatergruppe The Actors’ Gang in mehreren Produktionen zu sehen, unter anderem in dem Stück Million Dollar Baby, in dessen Filmadaption von 2004 sie auch eine Nebenrolle übernahm.
Lindhome war in diversen Sitcoms und Kinofilmen zu sehen. 2006 spielte sie in dem Horrorfilm Pulse – Du bist tot, bevor Du stirbst, 2009 war sie in der Neuverfilmung des Wes-Craven-Schockers The Last House on the Left zu sehen. 2011 übernahm sie in Joss Whedons Shakespeare-Adaption Viel Lärm um nichts die Rolle der Conrade. In Robert Ben Garants Regie-Debüt Hell Baby war sie 2012 in der Hauptrolle zu sehen.
In der Serie The Big Bang Theory spielte sie die Studentin Ramona Nowitzki.
2014 war sie gemeinsam mit ihrer Bühnenpartnerin Kate Micucci in der Sitcom Garfunkel and Oates auf dem Fernsehsender IFC zu sehen, die auf dem Bühnenprogramm der gleichnamigen Band der beiden Komikerinnen beruhte. Im Jahr darauf kreierte Lindhome gemeinsam mit Natasha Leggero die Comedy-Central-Fernsehserie Another Period, in der sie auch eine Hauptrolle spielt. In der Netflix-Serie Wednesday spielte sie die Rolle der Psychologin Dr. Valerie Kinbott.
Lindhome hat einen Sohn, der im März 2022 geboren wurde.

## Filmografie (Auswahl)

### Filme
- 2004: Million Dollar Baby
- 2006: Pulse – Du bist tot, bevor Du stirbst (Pulse)
- 2008: Männer sind Schweine (My Best Friends Girl)
- 2008: Der fremde Sohn (Changeling)
- 2009: The Last House on the Left
- 2012: Fun Size – Süßes oder Saures (Fun Size)
- 2012: Viel Lärm um nichts (Much Ado About Nothing)
- 2013: Hell Baby
- 2014: Search Party
- 2014: A Better You
- 2015: SpongeBob Schwammkopf 3D (The SpongeBob Movie: Sponge Out of Water, Stimme)
- 2017: The LEGO Batman Movie (Stimme im Original)
- 2018: Under the Silver Lake
- 2019: Knives Out – Mord ist Familiensache (Knives Out)
- 2020: The Wolf of Snow Hollow
- 2024: Afraid
- 2025: Queens of the Dead

### Fernsehserien
- 2002: Titus (Folge 3x09)
- 2002: Buffy – Im Bann der Dämonen (Buffy the Vampire Slayer, Folge 7x06)
- 2002, 2005–2006: Gilmore Girls (5 Folgen)
- 2006: Heroes (Folge 1x03)
- 2007: Pushing Daisies (Folge 1x02)
- 2008: Criminal Minds (Folge 4x09)
- 2008, 2017: The Big Bang Theory (3 Folgen)
- 2009: Bones – Die Knochenjägerin (Bones, Folge 5x02)
- 2010: Dr. House (House, Folge 6x17)
- 2011: Taras Welten (United States of Tara, Folge 3x05)
- 2011: Shit! My Dad Says ($#*! My Dad Says, Folge 1x18)
- 2011, 2013: Enlightened – Erleuchtung mit Hindernissen (Enlightened, 5 Folgen)
- 2013: New Girl (Folge 3x04)
- 2013–2014: Monsters vs. Aliens (25 Folgen, Stimme)
- 2014: Garfunkel and Oates (8 Folgen)
- 2015: The Muppets (4 Folgen)
- 2015: Brooklyn Nine-Nine (Folge 3x09)
- 2015–2018: Another Period (33 Folgen)
- 2016–2017: Con Man (3 Folgen)
- 2018: Kidding (2 Folgen)
- 2018–2020: Baymax – Robowabohu in Serie (Big Hero 6: The Series, 4 Folgen, Stimme von Wendy Wower)
- 2020: The Neighborhood  (Folge 2x19)
- 2020: Law & Order: Special Victims Unit (Folge 22x02)
- 2020–2022: Duncanville (39 Folgen, Stimme von Kimberly Harris)
- 2021: United States of Al (Folge 1x07)
- 2021: Just Beyond (Folge 1x02)
- 2022: Roar (Folge 1x05)
- 2022: Grace and Frankie (2 Folgen)
- 2022: Wednesday (8 Folgen)

### Drehbuch
- 2006: Life Is Shorts (Als Riki Lindholm, Kurzfilm)
- 2009: Imaginary Larry (Kurzfilm)
- 2010: Hand Job, Band Job, I Don’t Understand Job (Kurzfilm)
- 2011: Nuthin But a Glee Thang (Kurzfilm)
- 2011: Funny as Hell (Fernsehserie, Folge 1x01)
- 2011: Animated Stories (Fernsehserie, 1 Folge)
- 2011–2012: Laught Factory (Fernsehserie, 2 Folgen)
- 2012: The Half Hour (Fernsehserie, Folge 1x10)
- 2012: Garfunkel and Oates (Fernsehserie, Written by, 5 Folgen)
- 2012: Garfunkel and Oates (Fernsehserie)
- 2013: UCB Comedy Originals (Fernsehserie, 1 Folge)
- 2013–2018: Another Period (Fernsehserie, Written by, 33 Folgen)
- 2014: Garfunkel and Oates (Fernsehserie, Written by (creator), 8 Folgen)
- 2016: Garfunkel and Oates: Trying to Be Special (Fernsehspecial)
- 2018: Save the Rich (Musik-Video)

### Produktion
- 2006: Life Is Shorts (Kurzfilm)
- 2012: Garfunkel and Oates (Fernsehserie, 5 Folgen)
- 2012: Garfunkel and Oates (Fernsehserie)
- 2014: Garfunkel and Oates (Fernsehserie, 8 Folgen)
- 2013–2018: Another Period (Fernsehserie, 33 Folgen)